# 帝塚山大学本源氏物語系図
帝塚山大学本源氏物語系図（てづかやまだいがくほんげんじものがたりけいず）とは、古系図に分類される源氏物語系図の一つ。

## 概要
本系図は現在帝塚山大学図書館の所蔵となっていることからこの「帝塚山大学本」の名称で呼ばれる。巻本1帖。題箋・外題はない。本系図の書写された時期は近世中期と見られるものの、その内容は実隆本以前の古系図に分類されるもので、さらには多くの源氏物語古系図の中でも最も原初的な形態を残すとされる九条家本系統の源氏物語古系図の代表的な完本とされている。
源氏物語古系図の中で祖本といえる九条家本は平安時代末期ないし鎌倉時代初期に書かれたものと見られ、当時の源氏物語の有様を知るための貴重な資料であるものの、この九条家本は系譜の中間部分しか残存していない零本であるため成立時の源氏物語古系図の姿を伺うには不十分であり、「九条家本系統」と呼ばれる九条家本に近く、かつ欠落部分の無い古系図によって補う必要がある。常磐井和子は、系譜部分が完全に残っている古系図の中で系譜部分に収められた人数が133人と一番少なく、かつ九条家本に見られる特徴的な人物呼称を共有するなど九条家本の現存部分と最もよく一致する「秋香台本古系図」を九条家本系統の諸系図の中で九条家本に最も近い古系図であるとしたが、この帝塚山短大本は、系譜部分に収められた人数が秋香台本と同じく133人であり、かつ秋香台本と同じく九条家本に見られる特徴的な人物呼称を共有するだけでなく、秋香台本が人物の血縁関係を九条家本とは異なり符丁を付けることで表しているのに比べてこの帝塚山短大本では九条家本と同様に線でつなげて表しており、また外装についても秋香台本は折本に改装されているのに比べてこの帝塚山短大本では九条家本と同様に巻本であるなど、帝塚山短大本は秋香台本と比べていくつかの点で九条家本により近いものとなっている。

## 内容

### 序文
「源氏物語のおこり」として知られている源氏物語の成立についての「源氏物語は大斎院選子内親王の依頼によって作成された」とする伝説的な言い伝えが記されている。この「源氏物語のおこり」は、伝本によってさまざまな形のものが存在しており、時代と共に増補・発展してきたと考えられている。本系図に附された「源氏物語のおこり」は為氏本古系図に記されているものとほぼ同じ内容のものである。

### 内題
本系図には本文と同筆で「光源氏系図」との内題が記されている。源氏物語古系図には題号の記されていないものが多く、題号が記されているものでもほとんどは後世の補筆である。本文と同筆で題号が記されているものは伝為氏筆とされる源氏物語古系図の「光源氏系図」、伝清水谷実秋筆本とされる源氏物語古系図（3本）の「光源氏物語系図」、「源氏物語巨細」（天理図書館蔵）などわずかしかなく、本系図のような形で書写時点の本来の題号が確認出来ることは貴重なものである。また奥書において為氏筆本を校合したとする本系図と、為氏筆本とされる系図がともに「光源氏系図」と題していることは、現在「源氏物語（古）系図」と呼ばれているものを当時「光源氏系図」と題していたことが一般的なものである可能性を証しているものだと考えられる。

### 系譜部分
本古系図の系譜部分は記載されている人物の数や特徴的な人物呼称などの点で九条家本系統の古系図に属するものであると考えられる。

#### 記載されている人物の数
本系図の系譜部分に収録されている人物の数は133人である。この系譜部分に収録されている人物の数を以下のように様々な古系図について調べ、人数順に並べてみると以下のようになる。
- 九条家本古系図 117人（但し欠損部分を考慮すると下記の秋香台本や帝塚山短大本と同じ133人程度であると考えられる）
- 秋香台本古系図 133人
- 帝塚山短大本古系図 133人
- 吉川本古系図 137人
- 伝為定本古系図 141人
- 国文研本古系図 163人
- 日本大学蔵本古系図 174人
- 為氏本古系図 177人
- 東京大学蔵本古系図 178人
- 伝清水谷実秋筆本古系図 179人（B本・C本、専修寺秋香台文庫蔵）
- 安養尼本古系図 189人
- 天文本古系図 187人
- 源氏物語巨細 189人（伝姉小路基綱筆・桃園文庫旧蔵・現天理大学図書館蔵）
- 鶴見大学本古系図 189人
- 神宮文庫蔵本古系図 191人
- 正嘉本古系図 210人から214人（但し東海大学蔵本の現存部分のみだと202人）
- 学習院大学蔵本古系図 215人
- 伝後光厳院筆本古系図 235人

この人数を常磐井和子が唱えた系図に収録されている系譜部分の人数が少ないほど古く原型に近いものである」とする法則に当てはめると、本系図は九条家本系統の完本である秋香台本古系図と同数の133人であり、九条家本及び秋香台本と並ぶ最も原初的な形態の古系図にあたるということになる。

#### 人物の呼称
人物の呼称について、現在一般的には「玉鬘」と呼ばれている人物を「夕顔尚侍」と、「雲居の雁」と呼ばれている人物を「夕霧大将北方」と、「宇治の中君」と呼ばれている人物を「故郷離るる中君」とそれぞれ呼んでいるなど、九条家本及び九条家本に近い「九条家本系統」とされている一部の古系図においてのみ見られる独特の呼び方を使用しており、この帝塚山短大本においても九条家本系統の呼称を使用していることを確認することが出来る。

#### 巻名
各巻の巻名の呼び方について見ると、『源氏物語表白』など鎌倉時代初期ころまでの古い時代に使われ比較的早い時代に使用されなくなった匂宮巻を「薫中将」と呼んでいたり、宿木巻を「貌鳥」（かおどり）と呼ぶ呼び方を使用しているなど、九条家本系統にのみ見られる古形をよく保っているといえる。

### 巻末部分
本古系図は、系譜部分の後に系譜の不明な人物についての以下の記述を有する。ここに記載されている内容は、為氏本古系図に記されているものとほぼ同じ内容のものである。
- 不入系図輩等
- 無名輩有和歌人

### 奥書
本古系図には、末尾に以下のような奥書が附されている。
- 右者以
為家卿為氏卿御自筆之系図
書写之校合之畢竟両巻之意趣
格別子細無之者也

この奥書によると、「為家（藤原為家）卿の筆になる系図と為氏（二条為氏）卿の筆になる系図を校合したが格別の違いはなかった」ということであり、その結果が本系図であることを意味すると思われる。しかしながら、前述のように本古系図は、二条為氏筆と伝えられる為氏本系図とも、藤原為家の父であり、二条為氏の祖父である藤原定家による系図と校合したとされる正嘉本系図とも大きく異なっており、九条家本に最も近い内容となっている。帝塚山短期大学日本文芸研究室（当時）が本系図を購入するに至ったのは、当時帝塚山短期大学の教授であった田中登がこの奥書に注目したためである。

## 影印・翻刻
- 清水婦久子編『帝塚山短期大学蔵 『光源氏系図』 影印と翻刻』和泉書院、1994年（平成6年）6月。 ISBN 4-87088-676-6